# 苏里南护照
苏里南护照是苏里南公民在国境外时证明其国籍和身份的旅行证件。
根据2025年1月8日发布的亨利护照指数，苏里南护照可免签证、落地签证或电子签证入境79个国家和地区，位居世界第64，与玻利维亚、莱索托护照并列。

## 种类
- 民用护照（Nationaal）
- 商用护照（Zaken）
- 紧急护照（Nood）

## 申领
申领苏里南护照需要以下文件：
- 警方确认函（Verklaring politie）
- Document spoedeisend karakter
- Inschrijving kamer van koophandel en fabrieken